# 中津峰山
中津峰山（なかつみねさん）は、徳島県徳島市と勝浦郡勝浦町の境に位置する剣山系の標高773 mの山である。四国百名山の一つ。

## 地理
剣山連峰の一ノ森から東方に連なる主山稜の最東部に当たる。日峰山・津峰山とともに阿波三峰と称され、海の守護神として信仰されている。三山に灯す火は暗夜でも海に望まれ、その相互の関係から船の位置を知るといわれる。
「阿波志」に、「中津峰、宮井村にあり、城府を距たること三里。坂道千八十歩にして、左右に花桜列をなす。西には八多山に連なり、東は海門を望む。その峰森邃にして、前に大悲閣あり、その下を如意輪寺となす」とある。如意輪寺は高野山真言宗の寺で、北東中腹にある古刹である。如意輪寺本尊の如意輪観音像は寄木造り、右脚を立膝とする坐像で、鎌倉時代の作品とされ、国の重要文化財に指定されている。
「灯火録」に「中津峰の上を長者ケ原といい、屋敷跡あり。馬場・井戸跡も今に残る」とあり、頂上から100 mほど西に寄った所に石垣が現存し、清冽な水も流れている。長者が米糠を捨てたので糠ケ原とも呼ばれるという。
南側の中腹に星の岩屋がある。頂上には天津神社と石垣の暴風壁があり、38社が祀られている。山頂の西方1.5 km付近は婆羅尾峠と呼ばれる広い峠で、この峠と中津峰山の間の地域は中津峰森林公園となり、キャンプ地など諸施設・車道の建設が行われている。峠の北斜面には八多五滝がある。
中津峰山から西方の連山を八多山と称し、徳島藩主の狩場であった。1661年（寛文元年）3月6日から3月12日まで行われた蜂須賀光隆の鹿狩りでは、獲物362頭。従者3,600人であった（阿淡年表秘録）という。

## 展望台
天気がよければ徳島市街はもちろんのこと、淡路島や鳴門海峡も見渡すことができる。
- 東 - 紀伊水道、淡路島
- 西 - 剣山、西竜王山、東竜王山
- 南 - 日峰山、太平洋
- 北 - 眉山、吉野川、鳴門海峡

## ギャラリー

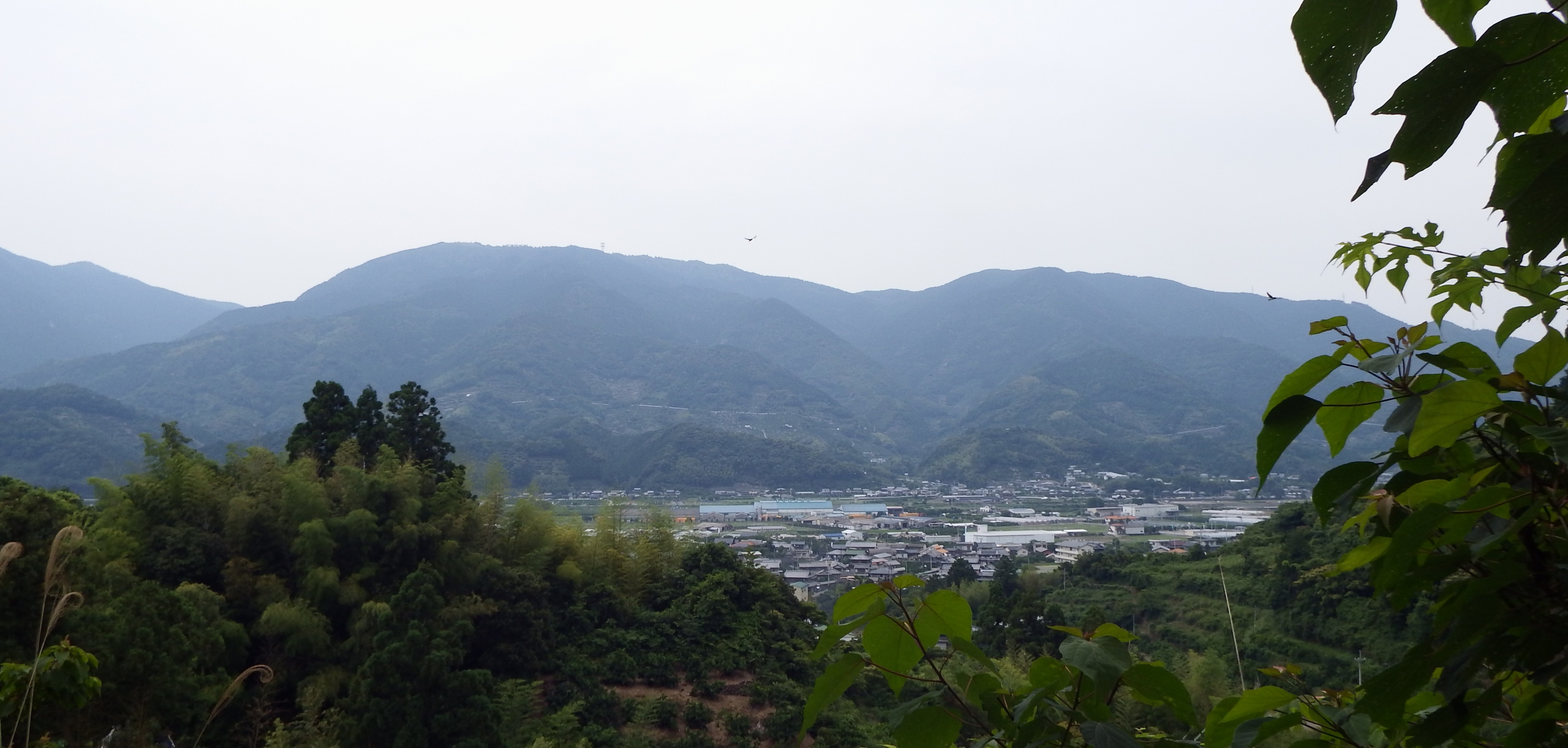
南側から望む
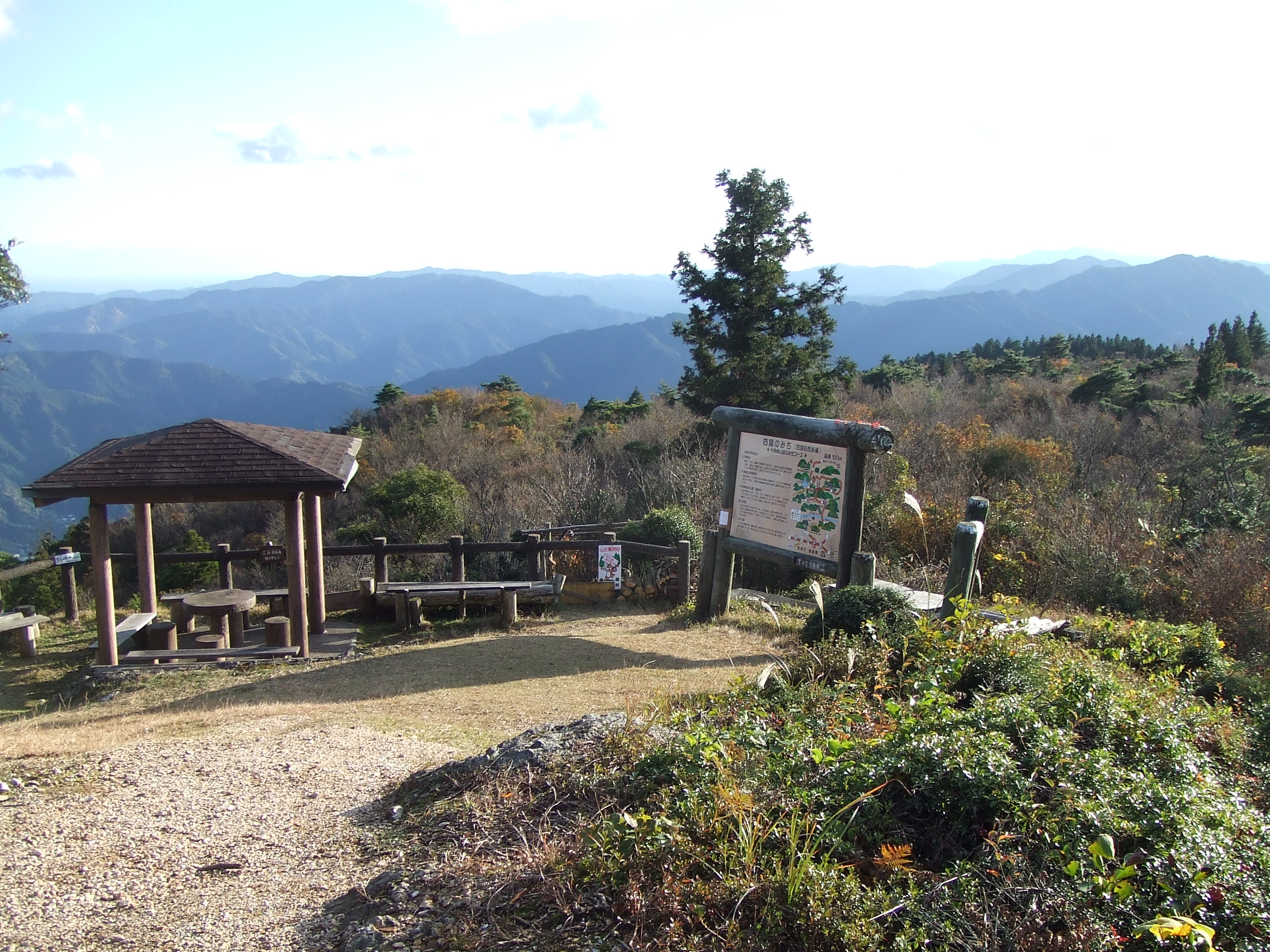
山頂広場
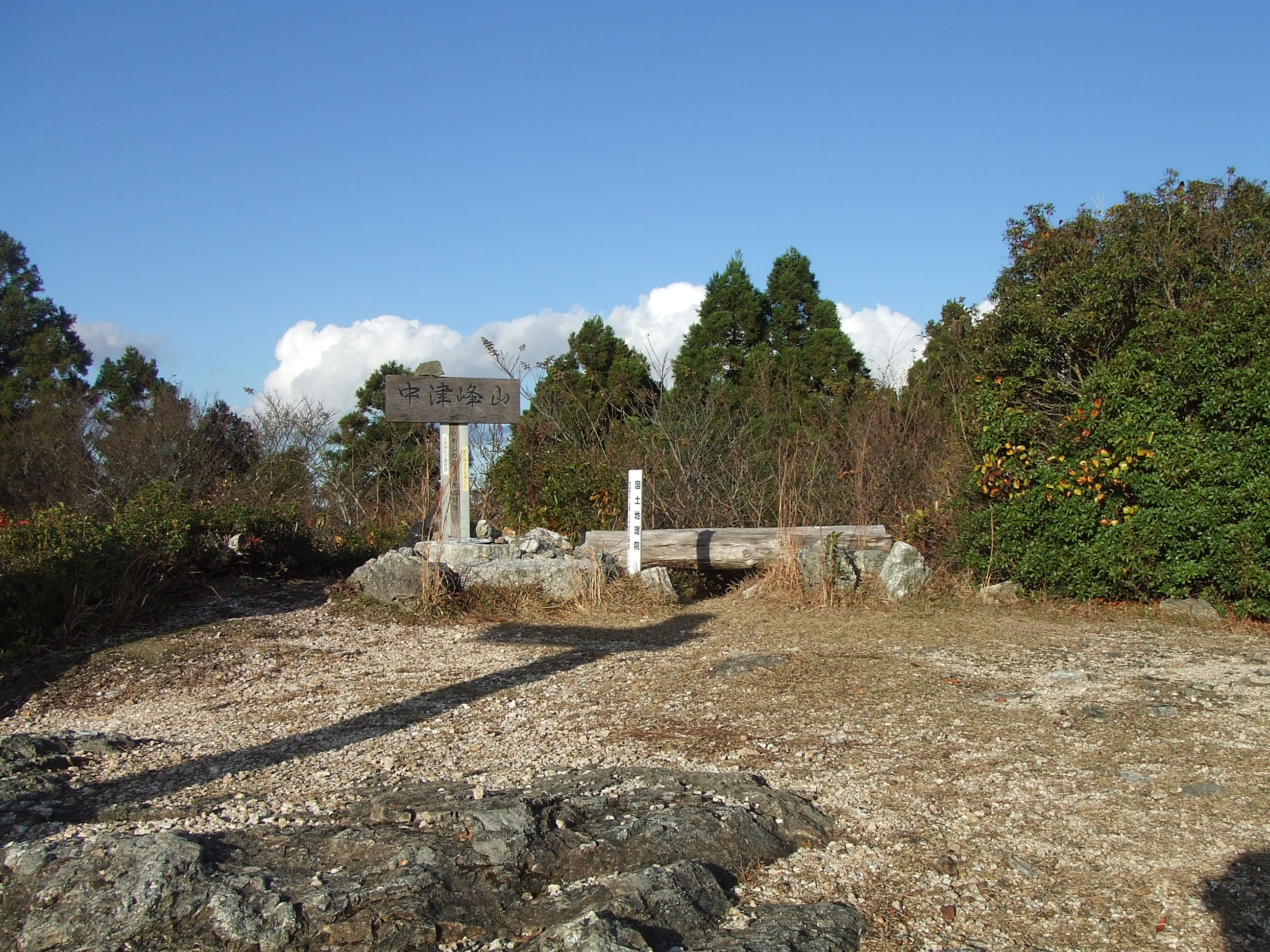
頂上